# New Moon (AOA)
New Moon è il sesto EP del gruppo musicale sudcoreano AOA pubblicato nel 2019 dalla FNC Entertainment e LOEN Entertainment dopo la partecipazione al programma TV Queendom, ed è il primo album senza il membro Mina.
Promosso con il brano omonimo, l'EP ha debuttato al terzo posto nella Gaon Album Chart.

## Tracce
1. Come See Me
2. Sorry
3. Magic Spell
4. Nineteen nine
5. My Way

## Classifiche
| Classifica (2019) | Posizione massima |
| ----------------- | ----------------- |
| Corea del Sud     | 3                 |